# 記憶 (洛夫克拉夫特)
《記憶》是美國恐怖和科幻作家霍華德·菲利普斯·洛夫克拉夫特在1919年創作的一篇微型短篇故事，並於1923年5月在《The National Amateur》上發表。

## 主題
《記憶》使用了許多洛夫克拉夫特的常見圖像和想法，例如深遠過去的遺物和「無名」的事物。此外，他對巨大、單塊的遺址（許多其他克蘇魯和恐怖作家的最愛）的喜愛在這個頁長的故事中的精緻描述中顯而易見。

## 概述
這個故事發生在尼斯的古老山谷中，洛夫克拉夫特詳細描述的被植物覆蓋的石頭遺址。這些破敗的單塊大石頭現在只供灰色的蟾蜍和蛇巢穴。在遺址中散佈著大樹，是小猿的家。穿過這個山谷底部流淌的是被稱為Than的巨大，黏稠的紅河。
記憶只涉及兩個角色：縈繞月光的精靈和山谷的惡魔。精靈詢問惡魔是誰在很久以前放置了現在成為河邊塔恩河附近荒涼廢墟的石頭。惡魔回答說他「清楚地」記得那些生物的名字，但只是因為他們的名字與河流的名字押韻：他們被稱為人類。他也「模糊地」記得他們看起來像現在在廢墟中跳躍的小猿。精靈飛回他的月光，而惡魔轉身默默地注視一只猿猴。

## 外部連結
- 列在網路推理小說資料庫中的《記憶 (洛夫克拉夫特)》
- Full-text （页面存档备份，存于） at The H. P. Lovecraft Archive.
- LibriVox中的公有领域有声书《Memory》